# Rinat Leonidovych Akhmetov
Rinat Leonidovych Akhmetov (tiếng Ukraina: Ріна́т Леоні́дович Ахме́тов [riˈnɑt lɛ̝oˈnidowɪt͡ʃ ɑxˈmɛtow], tiếng Nga: Рина́т Леони́дович Ахме́тов [rʲɪˈnat lʲɪɐˈnʲidəvʲɪt͡ɕ ɐxˈmʲetəf], tiếng Tatar: Ренат Леонид улы Әхмәтов; sinh ngày 21.09.1966) là một doanh nhân Ukraina gốc tatar giàu có. Ông là người thành lập và cũng là tổng giám đốc tập đoàn System Capital Management (SCM), là người giàu nhất nước Ukraina. Tính đến  tháng 4 năm 2014, ông là người giàu thứ 101 thế giới trong danh sách của Forbes với tài sản ước lượng là 11,4 tỷ USD (xuống từ hạng 47 với tài sản 15.4 tỷ vào tháng 3 năm 2013). Có những buộc tội là ông có dính líu tới những tội phạm có tổ chức. Akhmetov cũng là chủ nhân và chủ tịch hội bóng đá Ukraina FC Shakhtar Donetsk. Trong năm 2006–2007 và 2007–2012 Akhmetov là một đại biểu quốc hội của đảng Các Vùng.

## Tiểu sử
Achmetow sinh ra ở Donetsk, là con trai của một người làm ở hầm mỏ than và một người bán hàng. Ông học môn kinh tế ở đại học Donetsk, năm 1995 cùng thành lập ra Dongorbank ở Donetsk và chỉ trong một thời gian ngắn trở thành một trong những người giàu có nhất nước. Achmetow ngoài ra cũng từng là một võ sĩ quyền anh chuyên nghiệp. Là tổng giám đốc của tập đoàn „System Capital Management" (SCM), Achmetow kiểm soát phần lớn kỹ nghệ thép và than ở Đông Ukraina. Sau khi mua được tập đoàn kim loại Mariupol nhóm Metinvest mà thuộc tập đoàn SCM trở thành một công ty sản xuất thép lớn nhất trong các nước mà trước đây thuộc về Liên Xô.

Từ năm 1996 ông là chủ tịch của câu lạc bộ bóng đá FC Shakhtar Donetsk. Với một số tiền đầu tư lớn Achmetow đã làm Shakhtar bên cạnh Dynamo Kiev thành một đội banh hàng đầu của Ukraina, mà thường xuyên được tham dự UEFA Champions League. Sân vận động Donbass Arena được khai mạc vào ngày 29.08.2009 là một sân vận động theo tiêu chuẩn quốc tế.

Vào tháng 4 năm 2011 ông mua một căn hộ trong chung cư thuộc loại đắt tiền nhất thế giới ở London với giá là 156 triệu Euro.

Năm 2023, Akhmetov hoàn thành giai đoạn thứ hai của trang trại gió Tiligul, lớn nhất châu Âu.
Các công ty của ông được tin cậy ở Hoa Kỳ, và nó sẽ vận chuyển LNG tới Ukraine vào năm 2024.
Vào giữa năm 2023, Bloomberg tuyên bố rằng do cuộc xâm lược, các nhà tài phiệt ở Ukraine đã che giấu một phần đáng kể ảnh hưởng của họ.
Achmetov có vợ và hai con.

## Chính trị
Vào ngày 20 tháng 5 năm 2014 tuyên bố qua video tại các hãng của ông về cuộc khủng hoảng Ukraina 2014, Achmetov kêu gọi người dân vùng Donbass xuống đường biểu tình phản đối phe ly khai. Ông cho nhóm này không phải là đại diện mà là kẻ thù của người dân, họ cướp bóc thành phố và giữ dân chúng làm con tin. Các hãng xưởng của Achmetov có 300 ngàn công nhân tại vùng kỹ nghệ Donbass. 9% sản phẩm của các hãng này xuất cảng sang Nga và 20% sang các nước EU.

## Phản ứng trước việc Nga xâm lược Ukraine
Ngày 22 tháng 2 năm 2022, Akhmetov thông báo nộp trước 1 tỷ Hryvnia Ucraina (UAH) tiền thuế cho Tập đoàn SCM.  
Sau khi bắt đầu cuộc xâm lược toàn diện, ông tuyên bố rằng Nga là kẻ xâm lược và Putin là tội phạm chiến tranh, và các nhà máy luyện kim ở Mariupol, Azovstal và Tổ hợp luyện kim Mariupol sẽ không hoạt động dưới sự chiếm đóng của Nga, hoạt động của những cơ sở này đã tạm thời bị dừng lại.  
Vào ngày 26 tháng 2, Akhmetov thông báo rằng ông đã gửi 600 triệu UAH để giúp Ucraine, còn Tập đoàn SCM tiến hành các dự án hỗ trợ Lực lượng vũ trang Ucraina, Lực lượng bảo vệ lãnh thổ Ucraina và người dân.
Từ ngày 24 tháng 2 đến tháng 5 năm 2022, đã có thông báo rằng các doanh nghiệp của Akhmetov đã chuyển 2,1 tỷ UAH hay 72 triệu đô la để giúp đỡ và hỗ trợ Lực lượng vũ trang Ucraina và các lực lượng bảo vệ lãnh thổ.
Việc hỗ trợ được thực hiện bởi Quỹ Akhmetov, tất cả các doanh nghiệp của Tập đoàn SCM, Câu lạc bộ bóng đá Shakhtar. Vào cuối tháng 5 năm 2022, Akhmetov đã phân bổ 100 triệu euro để hỗ trợ Ucraina. "Chúng tôi giúp đỡ những thường dân bị ảnh hưởng bởi chiến tranh — chúng tôi mang đến thực phẩm, thuốc men. Các kỹ sư năng lượng của chúng tôi thường mạo hiểm mạng sống của chính mình để khôi phục lại nguồn điện, trả lại cuộc sống yên bình cho các thành phố và làng mạc Ukraine. Chúng tôi đang giúp đỡ quân đội Ucraina và các lực lượng bảo vệ lãnh thổ. Chúng tôi làm việc để phục vụ nhu cầu của mặt trận ở những nơi có thể. Các tổ hợp luyện kim của chúng tôi sản xuất nhím chống tăng và thép làm áo giáp ”.  
Akhmetov lên kế hoạch kiện Nga về những thiệt hại mà theo ông khoảng 17 đến 20 tỷ đô la từ vụ đánh bom các nhà máy thép của ông ở Mariupol. "Chúng tôi chắc chắn sẽ kiện Nga và yêu cầu bồi thường mọi tổn thất và hoạt động kinh doanh bị thiệt hại ”. 
Akhmetov cho biết rằng ông đã ở Ucraine kể từ khi bắt đầu cuộc chiến với Nga và nói thêm: "Chúng tôi tin tưởng vào đất nước của mình và chúng tôi tin vào chiến thắng của mình". 
Vào tháng 2 năm 2023, tất cả tài sản của Akhmetov ở Donbas do Nga chiếm đóng đều bị tịch thu.  Chính quyền địa phương của Nga đã biện minh cho điều này bằng cách tuyên bố Akhmetov là "cá nhân lừa đảo"
“Tôi đã nói nhiều lần và tôi sẽ nói lại lần nữa: Donetsk hạnh phúc, Donbas hạnh phúc chỉ có thể ở một Ukraine đoàn kết và hạnh phúc”, ông nói vào ngày 16 tháng 2 năm 2022.
Sáng kiến "Mặt trận thép" của ông cũng bàn giao 3 tàu tấn công đổ bộ bọc thép cho Tổng cục Tình báo Chính của Lực lượng Vũ trang Ukraine.
Đây là nhà tài trợ lớn nhất của Lực lượng Vũ trang.
Hơn 12.000 nhân viên trong doanh nghiệp của ông đã gia nhập hàng ngũ Lực lượng Vũ trang Ukraine. 846 công nhân (quân sự và dân sự) thiệt mạng, 97 người mất tích và 69 người bị bắt.
Kể từ khi bắt đầu cuộc xâm lược toàn diện vào Liên bang Nga, Akhmetov đã chỉ đạo 10 tỷ UAH để hỗ trợ Lực lượng vũ trang và dân thường.

## Hoạt động từ thiện
Vào tháng 2 năm 2020, Akhmetov đã phân bổ 300 triệu yên để chống lại virus coronavirus.  Tổng cộng khoảng 500 triệu yên đã được phân bổ để chống lại vi rút coronavirus trong khuôn khổ dự án Cuộc chiến chống lại COVID-19 ở Ukraine - một phần của chương trình Rinat Akhmetov - Saving Lives, Quỹ của nó đã mua hơn 200 máy thở cho các bệnh viện Ukraine
Bắt đầu từ năm 2000, Rinat Akhmetov và người bạn Igor Krutoy đã tham gia vào một chiến dịch từ thiện nhân Ngày Thánh Nicholas ở Donetsk và Donetsk Oblast, thăm trẻ em không được cha mẹ chăm sóc, trẻ mồ côi và trẻ em trong bệnh viện.  Năm 2012, ông quyên góp 19 triệu USD để xây dựng một trung tâm nghiên cứu ung thư 